# Голубне (Вараський район)
Голубне́ (до 1855 року Осово, потім Осова) — село у Зарічненській громаді Вараського району Рівненської області України.
Населення станом на 1 січня 2007 року становило 127 осіб.
В селі є фельдшерсько-акушерський пункт.

## Населення
За переписом населення 2001 року в селі мешкало 136 осіб, 100 % населення вказали своєї рідною мовою українську мову.